# سافيرن
سافيرن (بالفرنسية: Arrondissement de Saverne)‏ هي دائرة إدارية فرنسية، في فرنسا، تقع في الراين الأسفل، بلغ عدد سكانها 129,177  نسمة وذلك حسب إحصائيات سنة 2015، عاصمتها سافيرن.

## التقسيمات الإدارية
- Canton of Bouxwiller [الإنجليزية]‏
- canton of Drulingen  [لغات أخرى]‏
- canton of Marmoutier  [لغات أخرى]‏
- canton of La Petite-Pierre  [لغات أخرى]‏
- canton of Sarre-Union  [لغات أخرى]‏
- Canton of Saverne [الإنجليزية]‏.